# Eberhardsreuth

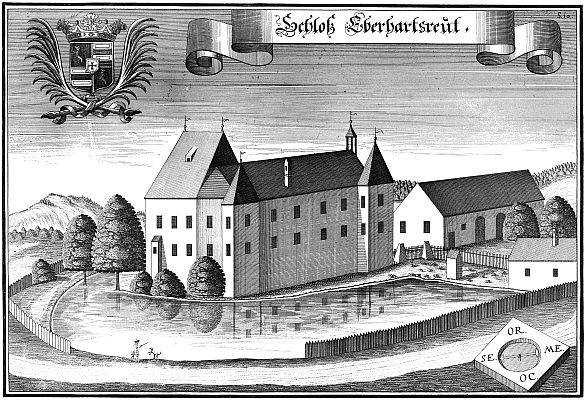
Schloss Eberhardsreuth, Kupferstich von Michael Wening

Eberhardsreuth ist ein Gemeindeteil des Marktes Schönberg und eine Gemarkung im niederbayerischen Landkreis Freyung-Grafenau. Bis 1978 bestand die Gemeinde Erberhardsreuth.

## Lage
Das Kirchdorf liegt direkt an der Bundesstraße 85 zwischen den Orten Schönberg und Tittling. Früher durchquerte die Salzstraße Gulden Stras den Ort. Einen Kilometer östlich des Ortes befindet sich der Sonderlandeplatz Flugplatz Elsenthal-Grafenau.

## Geschichte
Bereits 1263 übertrug der Passauer Bischof Otto von Lonsdorf ein Eberhartsdorf dem Heinrich von Harchaim als Lehen. 1349 wurde „Ewerhartstorf“ erwähnt, 1423 „Eberharzrewt“, 1436 „Eberhartzrewt“, 1488 „Eberhatzreit“ und 1500 „Eberezreith“. Das dort gelegene Schloss Eberhardsreuth mit der Hofmark hatte zahlreiche Besitzerwechsel. 1582 bestand Eberhardsreuth aus Schloss, Hoftaverne, Bräuhaus, Amtshaus und drei Untertanen mit je einem Baulehen.
1648, im letzten Jahr des Dreißigjährigen Krieges, wurde die Ortschaft von schwedischen Truppen verwüstet. 1820 wurde das Patrimonialgericht Eberhardsreuth II. Klasse gebildet, 1848 jedoch wieder aufgehoben. Joseph Klämpfl zählte 1854 in „Eberhardsreut“ außer dem Schloss 26 Häuser. 1864 kaufte der Passauer Kaufmann Franz Xaver Rosenberger, bekannt als Freund Adalbert Stifters und Besitzer von Stifters Sommerresidenz Rosenbergergut das Schloss von Karl Hueb. Auch danach wechselte das Schloss häufig seinen Besitzer. 1883 gründeten die Dorfbewohner die örtliche Freiwillige Feuerwehr.  Am 1. Mai 1978 wurde Eberhardtsreuth im Zuge der Gebietsreform in Bayern in den Markt Schönberg eingegliedert.

## Sehenswürdigkeiten
- Das heute teilweise hinter Baumbewuchs verborgene Schloss geht auf ein mittelalterliches Wasserschloss zurück. Es besteht aus vier zweigeschossigen Flügeln, die einen kleinen, rechteckigen Hof umschließen. Die Schlosskapelle Maria Himmelfahrt stammt aus dem 18. Jahrhundert. Sie wurde im Jahr 1820 ausgebaut und am 27. Juli 1841 vom Passauer Bischof Heinrich von Hofstätter geweiht. Das Schloss dient als Wohngebäude und ist der Öffentlichkeit nicht zugänglich.
- Die Kirche St. Michael, eine Filialkirche der Pfarrei Schönberg, wurde 1931 erbaut.

## Vereine
- Damen-Gymnastikgruppe Eberhardsreuth
- Freiwillige Feuerwehr Eberhardsreuth
- Schloßschützen Eberhardsreuth
- Soldaten- und Kriegerverein Eberhardsreuth
- BRK Bereitschaft Eberhardsreuth